# Apodichthys fucorum
Apodichthys fucorum är en fiskart som beskrevs av Jordan och Gilbert, 1880. Apodichthys fucorum ingår i släktet Apodichthys och familjen tejstefiskar. Inga underarter finns listade i Catalogue of Life.

## Bildgalleri

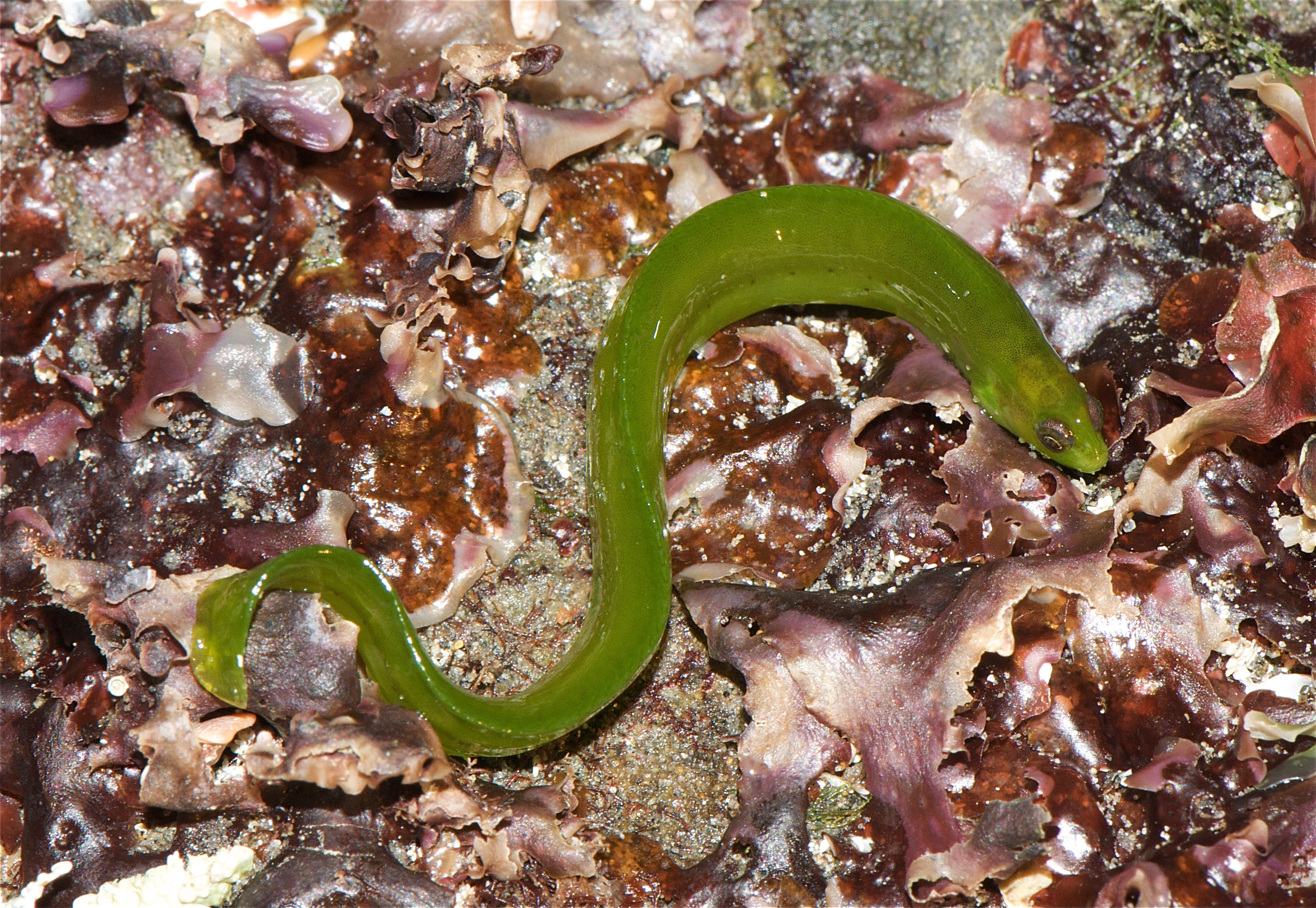